# Адальберо (пфальцграф Саксонии)
Адальберо (Берно) (умер в 982) — пфальцграф Саксонии в 965—966 и 972 годах, граф Гессенгау в 958 году, граф в Лизгау в 953 году, фогт монастыря Хильвартсхаузен.

## Биография
Точно не установлено, кто был его отцом. По одной версии отец Адальберо происходил из саксонского дома Иммедингеров. По другой его отцом был итальянский пфальцграф Оберто I из дома Обертенги. Матерью Адальберо была Лиутгарда фон Диллинген, дочь графа Хукберта. Также Адальберо был племянником князя-епископа Аугсбурга Ульриха.
Адальберо впервые упоминается в 953 году как граф в Лизгау. В 958 году он упомянут как граф в Гессенгау.
Во время правления императора Оттона II Адальберо неоднократно упомянут в документах как пфальцграф в Саксонии. Кроме того, его сын Фолькмар стал имперским канцлером.
Согласно анналам монастыря Фульда Адальберо умер в 982 году.

## Брак и дети
Имя жены Адальберо в первичных источниках не указываются. Ряд исследоватетей считают, что женой Адальберо с 958 года была Ида Швабская (ок. 932/934 — 17 мая 986), дочь герцога Швабии Германа I и Регелинды из Цюрихгау, вдова герцога Швабии Людольфа. Информация о детях Адальберо весьма противоречива. Известно, что у него были сыновья и дочери, но более-менее достоверно известно, что его детьми были:
- дочь; была замужем и у неё было четверо детей, один из которых, Бернвард (ум. 20 ноября 1022), был с 993 года епископом Хильдесхайма
- Фолькмар (Поппо) (ум. 10 декабря 990), имперский канцлер в 975, епископ Утрехта в 976
- Ротгардис (ум. 15 декабря 1006), аббатиса Хильвартсхаузена

Также, возможно, дочерьми Адальберо были:
- Ательбургис (ум. 14 июня); муж: Дитрих, граф Зоммершенбурга
- Фритеруна; муж: Дитрих (ум. 6 марта 995), пфальцграф Саксонии